# Eumecosoma calverti
Eumecosoma calverti är en tvåvingeart som beskrevs av James Stewart Hine 1917. Eumecosoma calverti ingår i släktet Eumecosoma och familjen rovflugor.
Artens utbredningsområde är Costa Rica. Inga underarter finns listade i Catalogue of Life.